# Мадина аз-захра
Медина Асаара или Мади́на аз-Захра́ (араб. مدينة الزهراء‎ Madīnat al-Zahrā', исп. ‘la ciudad brillante’ — «сияющий город») — дворцовый город, построенный в X в. н. э. по приказу Абд ар-Рахмана III, халифа из династии кордовских Омейядов, в 8 километрах к западу от Кордовы, в районе горного хребта Сьерра-Морена в Испании.

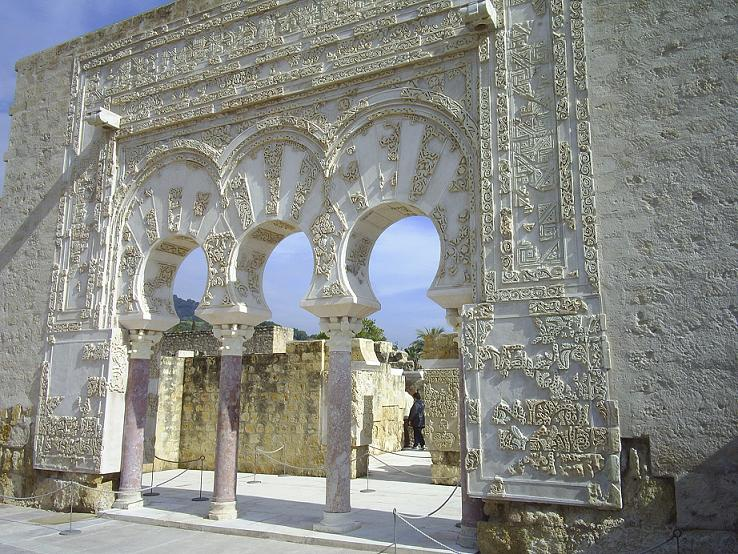
Медина Асаара. Ворота хаджиба

Основные причины постройки города носили политико-идеологический характер: титул халифа требовал от него основать новый город как символ власти, в подражание другим восточным халифатам, и, кроме того, для демонстрации превосходства над своим злейшим врагом, Фатимидским халифатом, располагавшемся в Северной Африке. Помимо политики, они были также оппонентами в вопросах религии, так как Фатимиды, придерживавшиеся шиитского направления ислама, враждовали с Омейядами, которые в большинстве своем были суннитами.
Также пользуется популярностью мнение, что город был построен в честь фаворитки халифа по имени Аз-Захра (Azahara).
В 1923 году место археологических раскопок Медина Асаара было объявлено национальным культурным памятником Испании.

## Комплекс Медина Асаара
Расположенный в 8 километрах к западу от Кордовы, в предгорьях Сьерра-Морена на склоне Яваль аль-Арус, напротив долины реки Гвадалквивир, на отроге горы между двух обрывов, город Медина Асаара называют средневековым Версалем. Место было выбрано благодаря чрезвычайно удобному ландшафту, который позволил разработать проект иерархических конструкций таким образом, что город и равнина, растянувшаяся у его подножия, физически и визуально подавлялись сооружениями Алькасара. Реализация проекта привела к созданию сети дорог, гидравлической инфраструктуры и системы снабжения строительства, которые частично сохранились и до сегодняшнего дня в виде остатков дорог, каменоломен, акведуков, огородов и мостов.
В совершенстве используя разницу уровней земли, дворцовый город Медина Асаара был распределен между тремя террасами. Город имел прямоугольную планировку, в противоположность извилистой и хаотичной структуре, характерной для мусульманского градоустройства. С запада на восток город протягивался на 1500 метров, с севера на юг — на 750, лишь немного искривляясь на северной стороне в связи с необходимостью приспособления к сложной топографии местности. Топография сыграла решающую роль в облике города. Местоположение в предгорьях Сьерра-Морена позволило спроектировать программу городской застройки, в рамках которой расположение и физические отношения между различными зданиями оказываются результатом роли каждого из них в комплексе, части которого они составляют: дворец находится на самой высокой точке, входящие в него здания уступами располагаются на склоне горы, ясно показывая тем самым свою доминантную позицию над городскими домами и мечетью, растянувшимися на равнине.
Изучая расположение террас, обнаруживаем, что первая соответствует жилой зоне халифа, за которой следует служебная зона (Дом Визирей, Военный Дом, Богатый Зал, хозяйственные постройки, сады…), приводящая, наконец, к собственно городу (жилые дома, ремесленные мастерские…) и мечети Альхама, которые отделяются от двух предыдущих террас обособленной стеной, изолирующей дворцовый комплекс. Исследование выявило городскую структуру, для которой характерно присутствие больших незастроенных, пустых площадей, располагающихся вдоль всей южной стороны Алькасара, тем самым обеспечивая ему изоляцию и визуальное доминирование над долиной и создавая идиллический пейзаж. Действительно, единственные застроенные площади на этом нижнем уровне — две широкие полосы по краям: западная, с ортогональной застройкой, и восточная, с менее жестким устройством.

## Исторический контекст
Кордовский халифат представлял собой андалусское государство, провозглашенное Абд ар-Рахманом III из династии Омейядов в 929 г. н. э. и обладавшее величайшим политическим, социальным и экономическим значением в мусульманской Испании, что превратило Кордову в самый прогрессивный город в Европе, предмет изумления всего мира.
В 750 г. н. э. династия Омейядов, правившая в Дамасском Халифате, была свергнута Аббасидами. Абд ар-Рахман бен Умейя (Абд ар-Рахман I), единственный выживший из семьи, бежал в Аль-Андалус и в 756 г. провозгласил Кордовский Эмират независимым от новой столицы Аббасидов, Багдада. Сам Абд ар-Рахман I не объявлял себя халифом, это сделал один из его наследников, Абд ар-Рахман III, сразу как только положил конец политической нестабильности эмирата (заключавшейся, главным образом, в восстании Омара бен Хафсуна). Создание халифата знаменовало подъём до государственного уровня Багдадского Халифата, что означало конкуренцию с халифатом Аббасидов, как религиозную, так и политическую.

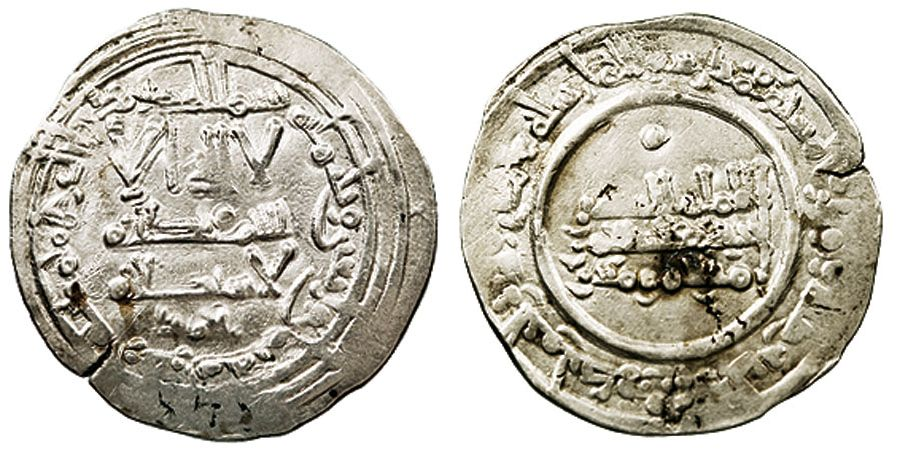
Дирхам Абд ар-Рахмана III, отчеканенный в Медина Асаара.

Во времена правления Абд ар-Рахмана III (929—961) и его сына и наследника аль-Хакама II (961—976) кордовское государство укрепляется. И в этот момент Абд ар-Рахман III ощущает потребность в символе его религиозной и политической силы, роль которого мог сыграть дворцовый город, где он жил бы со своим двором. В 936 г. н. э. он приказывает воздвигнуть роскошный Медина Асаара рядом со столицей, Кордовой. Возникший из ничего, царский город собирает в себе всю политическую силу халифата.
Дипломатические отношения в тот момент концентрировались на христианских королевствах полуострова, с напряженными диалогами и отдельными вооруженными столкновениями; на севере Африки, против фатимидов, которые контролировали ключевые торговые пути с Африкой к югу от Сахары, откуда доставляли золото; и на Средиземном море, где поддерживались дипломатические отношения с Византией.
Во времена правления Хишама I (976—1016) ведущую роль на самом деле играл хаджиб или премьер-министр Аль-Мансур, военный гений, державший в узде северные христианские королевства, вплоть до того, что вступил в Леон, Памплону, Барселону и Сантьяго де Компостела, откуда унес колокола романского монастыря, посвященного Сантьяго, и увез их в Кордову.
Со смертью Аль-Мансура в 1002 г. н. э. проблема наследования вылилась в «фитну» (араб. «fitna») — гражданскую войну — продлившуюся с 1010 по 1031 гг., когда было принято решение превратить Аль-Андалус в объединение множества мелких королевств-тайф (исп. taifa, «тайфа», от араб. طائفة‎, «таифа», множ. — طوائف, «тауаиф»), вследствие чего Аль-Андалус терял свою гегемонию и давал значительный толчок для развития христианских государств.
Именно во время «фитны» Медина Асаара был заброшен, началось его постепенное разрушение вследствие разграблений и в итоге город оказался в полном забвении. Альморавиды, в 1086 году вторгшиеся в Аль-Андалус с севера Африки и объединившие тайфы под своей властью, строили руководствуясь своей собственной архитектурой, но от их построек мало что осталось, так как последовавшее вскоре вторжение альмохадов установило ультра ортодоксальный исламизм и разрушило почти все важные постройки альморавидов, включая Медина Асаара и другие сооружения халифата.

## История комплекса
Медина Асаара был построен по приказу первого халифа Аль-Андалуса, Абд ар-Рахмана III ан-Насира (891—961) как часть политической, экономической и идеологической программы, запущенной после создания халифата. Утверждается, что основание города связано с фавориткой халифа, которую звали аз-Захра (Azahara), но главные мотивы его строительства носят скорее политико-идеологический характер: гордость халифа требует основать новый город в качестве символа его власти в подражание другим восточным халифам, а также для демонстрации своего превосходства над злейшими врагами, Фатимидами из Северной Африки.
Что касается происхождения названия, как было сказано ранее, основанием могло быть имя самой любимой жены халифа аз-Захры, значение которого — «Цветок» — могло подсказать халифу идею возведения города на окраине Кордовы, города, который носил бы имя его любимой и стал бы «Городом аз-Захры», «Городом Цветка Апельсина» (la Ciudad de la Flor de Azahar). Но это больше легенда, нежели реальность, так как «аз-Захра» в то же время означает и «сверкающий», «сияющий», это слово связано в данном языке с другими, означающими «Венера» или даже сам «цветок», так что это может быть просто ссылка на новый блистательный город халифа.
Хотя происхождение города и окутано легендами, известно, что строительство началось в конце 936 года по христианскому летосчислению под руководством мастера-каменщика Маслама бен-Абдаллаха и продолжалось в течение последующих 40 лет, включая времена сына и наследника халифа, аль-Хакама II. В 945 г. двор переезжает в новый город, где уже находится мечеть Альхама (941), при этом Монетный Двор не перевозят вплоть до 947—948 гг. Воздвигая этот величественный город, халиф кордовский стремился затмить, превзойти восточных халифов Аббасидов, в особенности знаменитый город и королевский двор Самарра.
Литературные и исторические источники доносят до нас информацию об огромнейших суммах, потраченных на постройку города, о вложенном в него неимоверном труде, о его монументальности и художественном великолепии — вплоть до малейших деталей, — а также о роскоши и показном великолепии приемов и церемоний, проводимых халифом довольно часто. Управление и двор действительно переехали в новую резиденцию. Впоследствии, среди всех прочих, в этих богатых залах будут принимать испанских христианских королей, сверженных с трона, послов императора Германии, эмиссаров Борреля II, графа Барселоны… Торрес Бальбас (один из отцов-основателей реставрации исторических памятников Испании) так описывает эти церемонии: «Поднявшись сквозь тесные шеренги солдат в богатой униформе, вооруженных сверкающим оружием и расположенных в идеальном порядке, монархи и послы входили в восточный зал Медина Асаара с террасой, стены которого покрывали богатые ковры. В дальнем конце на подушках восседал халиф в окружении всех высокопоставленных лиц своего блистательного двора, подобно божеству, почти недостижимому. Посетители падали на землю перед ним и правитель с заметным воодушевлением подавал им руку для поцелуя».
Однако, прошло немногим менее ста лет и весь этот монументальный комплекс превратился в необъятное поле руин, так как был разрушен и разграблен в 1010 г. вследствие гражданской войны (фитны), положившей конец Кордовскому Халифату. Грабежи, сражения и пожары уничтожили самый красивый город на западе.
Картина каталанского художника Д. Байшераса (Барселона, 1862—1943), попытка воскресить в актовом зале Университета Барселоны прием послов Византии в Медина Асаара, на базе ресурсов и традиций, характерных для восточной живописи того времени; неестественная, хотя и красочная, реконструкция аудиенции, которую кордовский монарх дал византийским послам в сопровождении нескольких монахов, которые явно застигнуты врасплох показным великолепием и пышностью роскошного двора халифа, расположившегося в столь необычном месте. Несмотря на то, что двор Византии, откуда они прибыли, не был в действительности примером аскетизма.
После гражданской войны (фитна), принесшей городу разруху, разграбление и разрушение дворцового города продолжились в течение последующих веков, так как его использовали в качестве искусственной каменоломни для последующего возведения других сооружений в городе Кордова. В итоге город постепенно погружался в забвение, а затем, когда именно — точно неизвестно, полностью исчез из общественного поля зрения.

## Архитектура Дворцового Города
Благодаря наклонному рельефу местности, город расположился на трех следующих друг за другом террасах, которым соответствовали три части города, разделявшиеся стенами.
Резиденция халифа доминировала над всем районом с верхней террасы, располагавшейся на севере. На среднее площадке размещались административные здания и жилища самых важных должностных лиц двора. Нижняя предназначалась для простого населения и солдат, там же находились мечеть, рынки, бани и общественные сады.
Также бросается в глаза примечательное разделение между пространствами общественными и частными, хотя оба сектора следовали схожей схеме: открытое пространство с колоннадой предваряет дверь, за которой начинается улица или извилистый коридор, ведущий в различные залы. Самые ослепительные помещения входят в официальную зону, предназначенную для политической активности и приемов иностранных деятелей, среди них выделяются Залы Послов, которых два: Западный и Восточный, каждый из которых связан с соответствующим садом.

### Северные Ворота

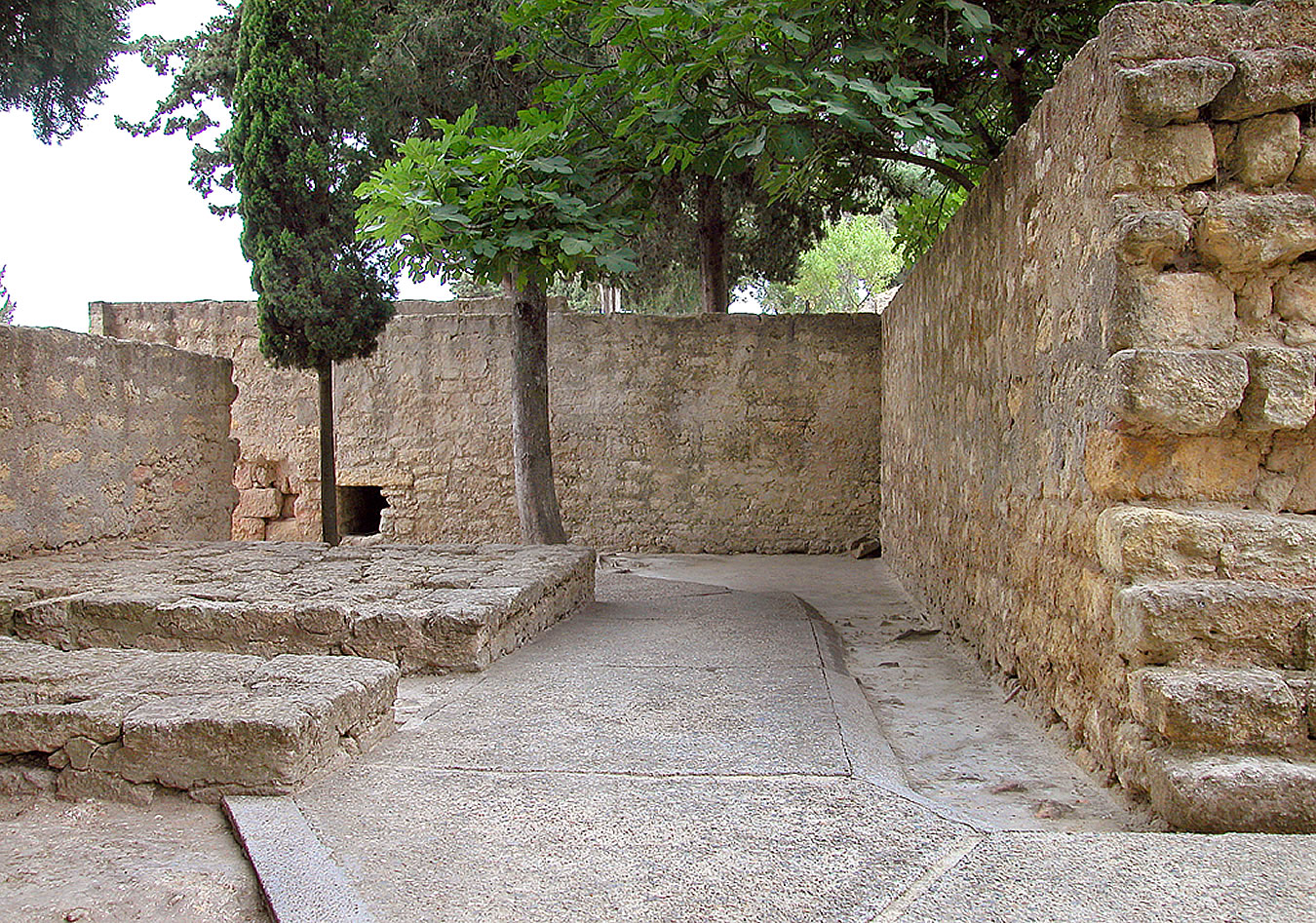
Северные Ворота

Северные ворота находятся посередине северной стены, именно сюда ведет так называемая «дорога грецких орехов» («Camino de los Nogales»), самый короткий путь сообщения с Кордовой в те времена. Ворота имеют коленчатое устройство и ведут в караульную. Северные ворота, как и остальная часть стены, построены из аккуратных каменных плит, выложенных с использованием ложковой и тычковой перевязки. От северных ворот берет своё начало уходящий влево извилистый спуск, связывающийся с четырьмя воротами и ведущий, в свою очередь, к следующему примечательному строению общественного сектора Алькасара.

### Военный Дом

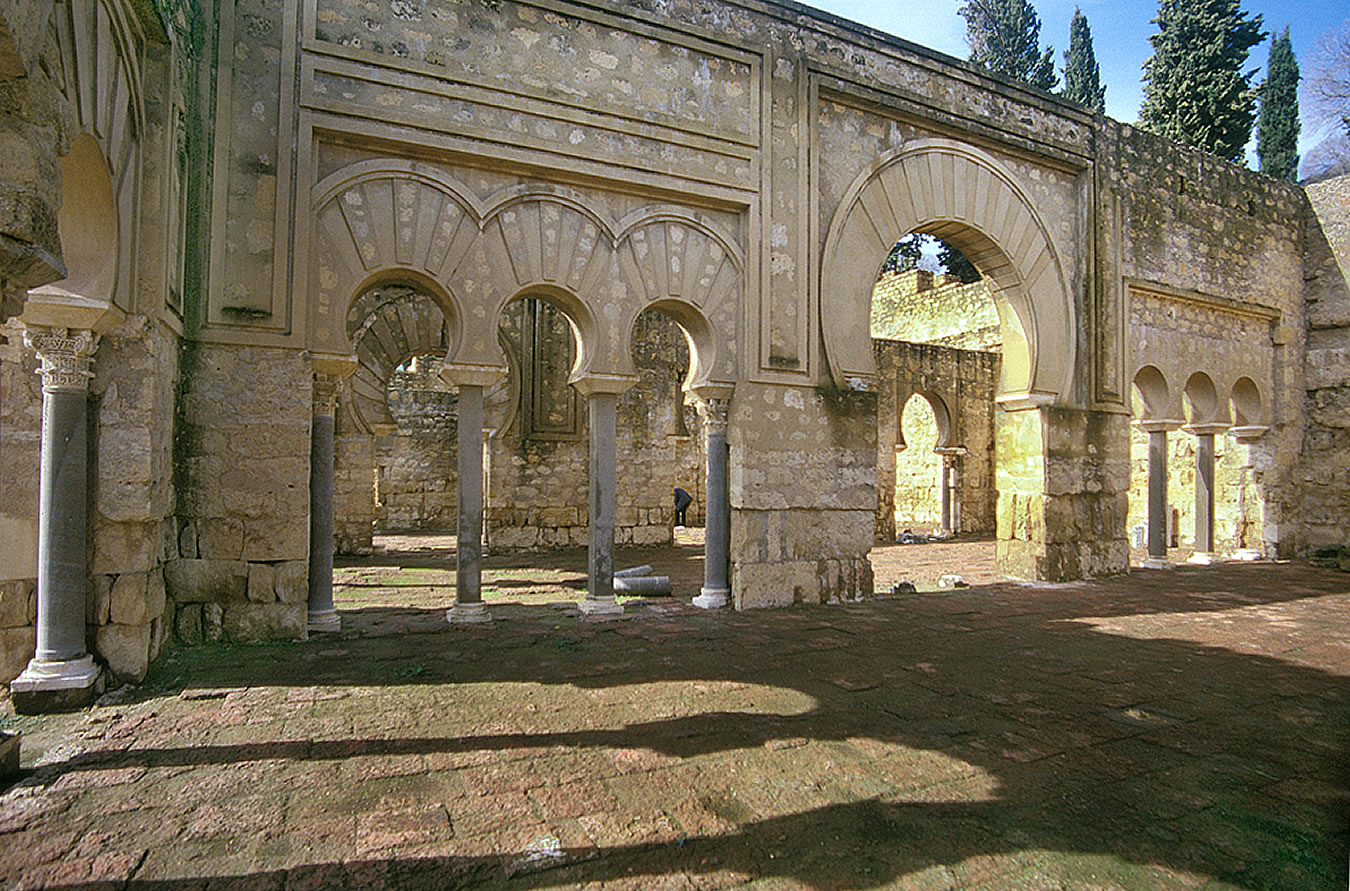
Военный Дом

Следующее сооружение — Дар аль-Юнд («Dar al-Yund»), более известный в разговорной речи как Военный Дом. Речь идет о здании с фундаментом по типу базилики, с пятью продольными нефами и одним поперечным, на концах которых располагаются залы, посередине расположены три центральных нефа, отделенных от остальных посредством дверей. Комплекс завершает большая площадь на южной стороне, оригинальное покрытие которой не сохранилось. На западной её стороне располагаются несколько больших залов, а на восточной — дом. Сооружение примечательно тем, что оригинальное кирпичное покрытие его пола сохранилось практически в целостности. С другой стороны, его стены облицованы строительным раствором цвета охры у основания и белым в остальной части.

### Большой Портик

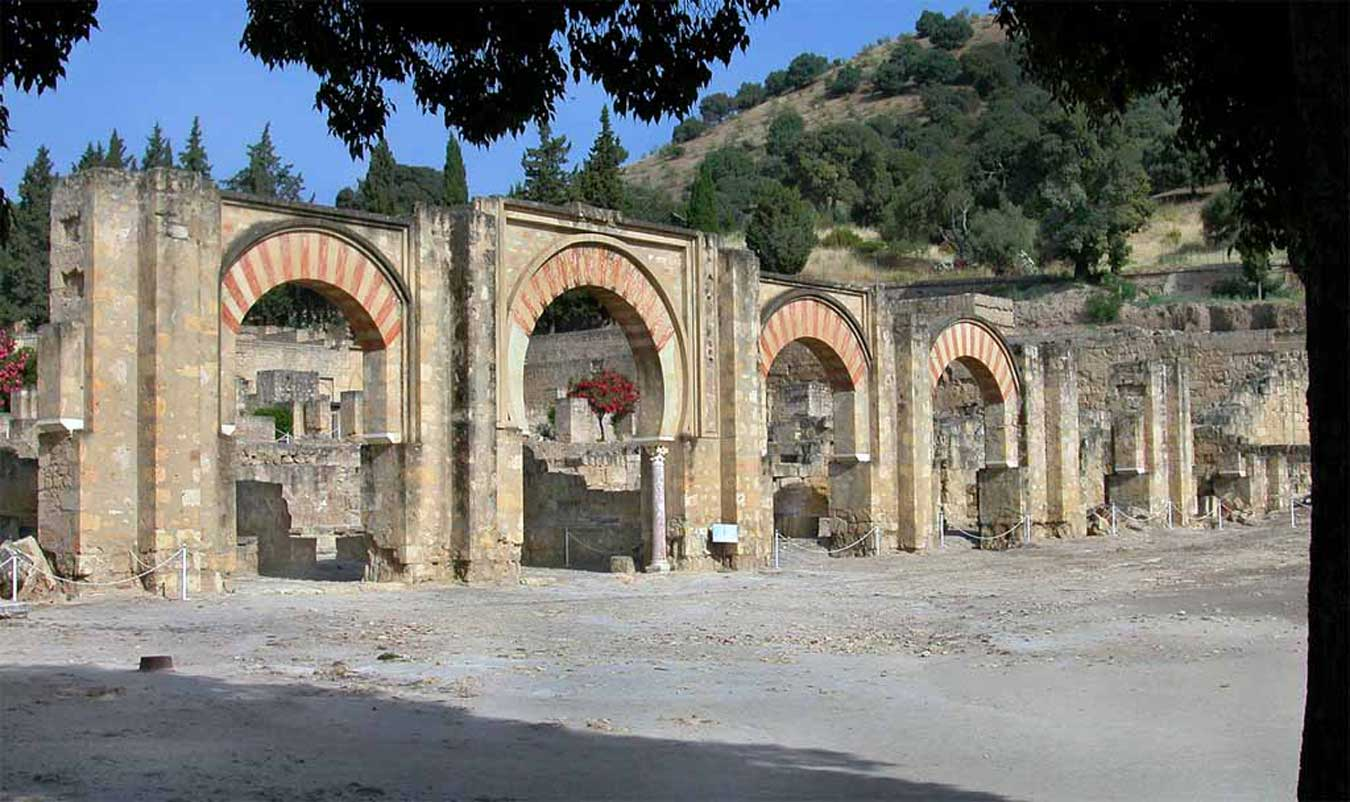
Большой Портик

Большой Портик представляет собой наиболее значимый, символический и торжественный вход в самое сердце Алькасара, благороднейшая зона дворцового города, через которую открывается доступ в его административную и политическую часть. По первоначальному замыслу в него входило четырнадцать относительно простых арок, которые составляли восточный фасад большой площади, окруженной другими постройками. Все арки полукруглые, за исключением центральной, которая имеет форму подковы; арки воздвигнуты поверх колонн и выстроены по прямой линии с севера на юг, начинаясь с обнесенной стеной северной стороны. Аркада была украшена белой штукатуркой, в сводах чередовались кирпичи и камни. Речь идет о помпезном, декоративном здании, главной функцией которого было впечатлять всех приближающихся, без какой-либо взаимосвязи с пространством позади, где находилась лишь небольшая дверь.

### Богатый Зал
Так называемый зал Абд ар-Рахмана III, восточный или просто богатый зал является наиболее ценной частью археологического комплекса, как благодаря своей художественной ценности, так и в связи с его историческим значением. Не подвергается ни малейшему сомнению его роль символа и эмблемы всего халифатского комплекса Медина Асаара.

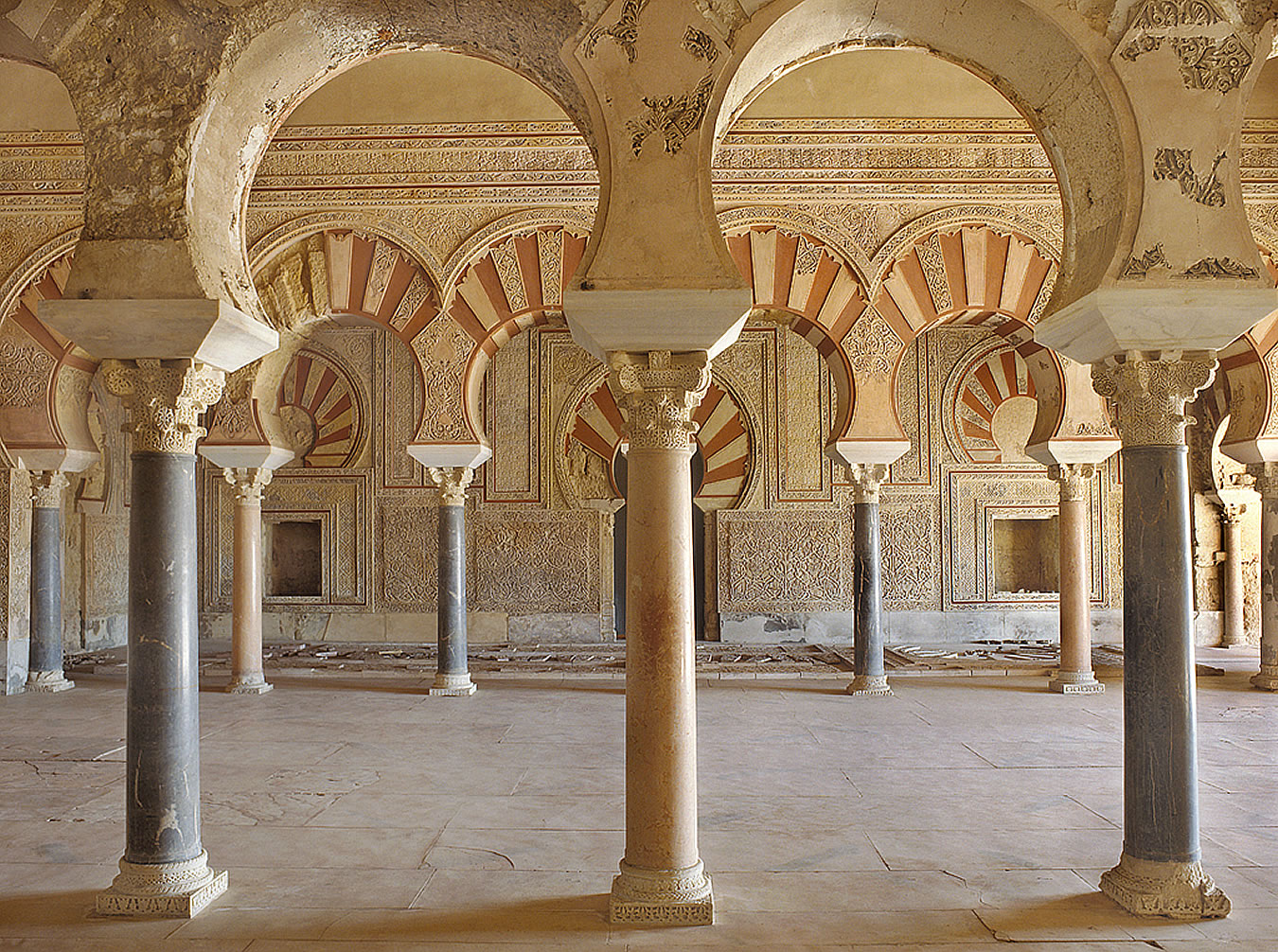
Богатый Зал

В настоящее время никто не оспаривает тот факт, что зал был центральной осью дворцового пространства, специалисты единодушно утверждают, что именно здесь проводились величайшие королевские церемонии, праздники, приемы иностранных послов и он же был тронным залом, поэтому неудивительно великолепие и богатство его украшения, от которого и происходит нарицательное название «Богатый Зал». Абд ар-Рахману III, любителю придворной роскоши, нравилось впечатлять своих гостей, которых он, как правило, принимал именно здесь, поэтому роскошь и мастерство халифского искусства достигают своего апогея именно в этих помещениях.
Строительство зала длилось всего три года, как удалось обнаружить исследователям, благодаря эпиграфическим надписям, найденным в основании и на пилястрах внутри помещения, которые сообщают нам даты с 953 по 957 год. С другой стороны, несмотря на историческую мимолетность и эфемерность существования Медина Асаара, мы определённо являемся свидетелями очень цельного в декоративном и архитектурном плане комплекса. В этом зале мы имеем возможность наслаждаться халифатским искусством времен правления Абд ар-Рахмана III во всем его великолепии.
Строго говоря, Богатый Зал не является одним лишь залом, как может заставить думать его название; на самом деле, речь идет о комплексе отдельных помещений и залов, которые все вместе образуют структуру единого пространства, разделенного аркадами. Структурно зал представляет собой базилику с тремя продольными нефами и одним поперечным на входе, который служит портиком, внешние размеры его при этом — 38x28 метров. Изголовья этих трех продольных нефов увенчаны слепыми арками в форме подковы, в одной из которых — центральной — предположительно располагался трон, восседая на котором халиф управлял дворцовыми церемониями. Осью комплекса является центральный продольный неф, отделенный от остальных боковых нефов набором из шести аркад в форме подков по обеим сторонам, тогда как поперечный отделяется от них тремя аркадами, также имеющими форму подков. Рядом и параллельно этим трем центральным нефам, окаймляя их по обеим сторонам, располагаются два внешних нефа, разделенных на три неравных сегмента.
Как уже было сказано, Богатый Зал выделяется на фоне всех остальных своей роскошной отделкой. В первую очередь следует отметить неизменное использование арок в виде подковы с двухцветной полихромией и столь характерное чередование клинчатых камней красноватого цвета и телесных тонов (благодаря песчаному камню, выбранному изначально для постройки), очень схожих с камнями, из которых выстроена мечеть в Кордове (сейчас это кафедральный собор). Арки в свою очередь подпирают колонны из мрамора высочайшего качества, в которых розовые оттенки чередуются со светло-голубыми, создавая тем самым любопытную игру цветов. Стволы колонн увенчаны характерными капителями композитного ордена.
Остальную поверхность стен полностью покрывали тонкие декоративные панели из резного мрамора. Для панелей была выбрана тема с высокой космологической символикой, хорошо соответствующая деревянному потолку, покрывавшему помещение, на котором были изображены звезды, что очень напоминало звездное небо. Тематика резьбы на панелях представляла собой древо жизни, тема, привезенная со старого востока. Панели были выполнены симметрично относительно одной оси. С другой стороны, вертикальный рельеф придавал отделке абстрактный графический характер, тогда как внутренняя отделка состояла из граней и пластин листьев, а также цветочных чашечек, что очень типично для испано-омейядского искусства.

### Мечеть Альхама

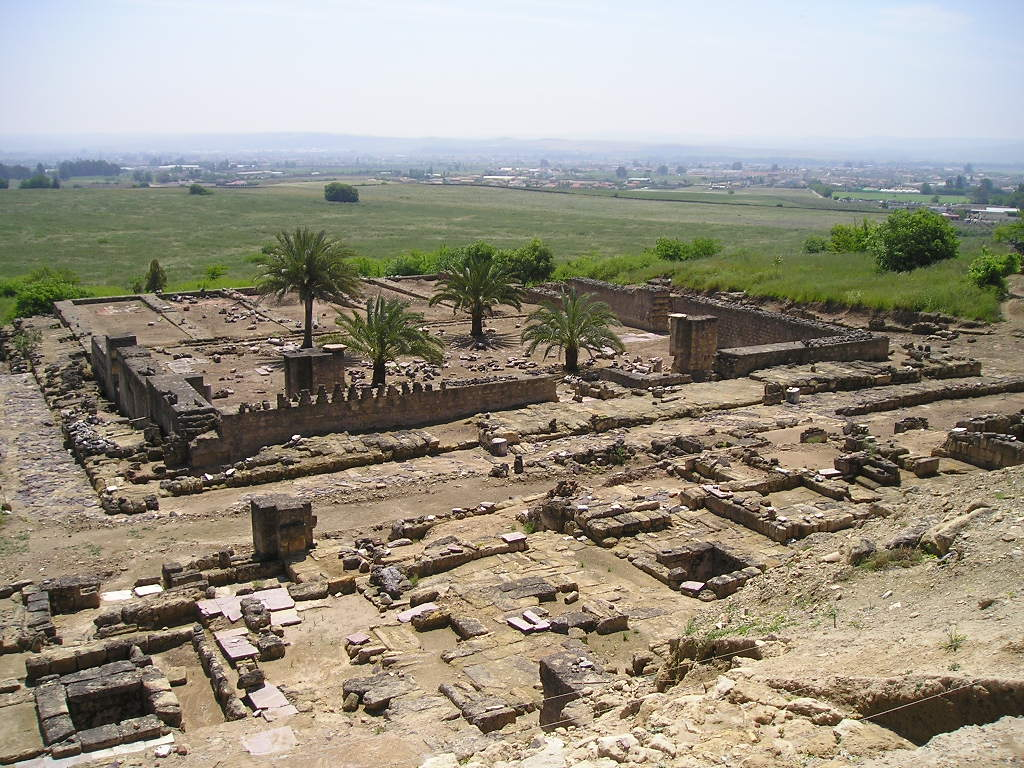
Мечеть Альхама

Мечеть Альхама — одно из первых зданий, построенных в Медина Асаара между 941 и 945 гг. Это главная городская мечеть, где правитель или уполномоченный им человек руководил общей пятничной молитвой. Мечеть прилегает к восточной стороне Верхнего Сада, но при этом находится снаружи Алькасара, центральной части халифского комплекса. Здание, в отличие от мечети Кордовы, направлено в сторону Мекки. Оно состоит из дворика с колоннами с трех сторон и одного молитвенного зала с пятью продольными нефами, разделенными аркадами, перпендикулярными к ближайшей к Мекке стороне. Только пространство возле максуры, находившееся в исключительном пользовании халифа, было вымощено глиняными плитами, при этом остальной земляной пол молельни покрывали циновки. Минарет — башня, с которой призывали к молитве, — имеет квадратное основание снаружи и восьмиугольное изнутри, он примыкает к северному входу во двор.

### Дом с Водоемом

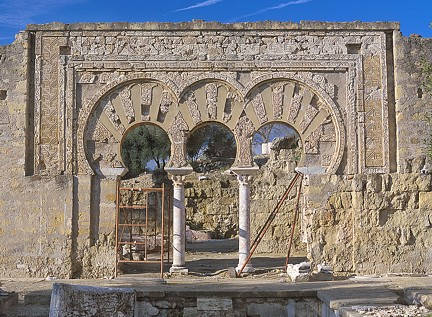
Дом с Водоемом

Дом с Водоемом находится к западу от так называемого Дома Джафара и почти единогласно, хотя и при отсутствии четких тому доказательств, считается резиденцией наследного принца Аль-Хакама (Alhakén), сына Абд ар-Рахмана III, который в 961 г., после смерти последнего, унаследует титул халифа и правителя верующих. Что касается хронологии, это одна из наиболее трудно датируемых построек во всем комплексе, так как очень сложно приписать ей определённую дату, хотя путём стилистических сравнений установлено, что дата постройки должна быть относительно ранней.
Структурно она выделяется среди остальных, будучи единственной во всем комплексе постройкой, имеющей один этаж, расположенный вокруг сада с водоемом посередине, благодаря чему это было одно из самых уединенных пространств во всем дворцовом городе.
По меньшим сторонам дворика, через тройные богато отделанные аркады, открываются различные продолговатые залы, расположенные попарно в каждом пролёте. Также на одной из сторон есть баня, которая изначально была в частном пользовании, а затем это пространство разделили между близлежащими постройками Дома Джафара.

### Дом Джафара

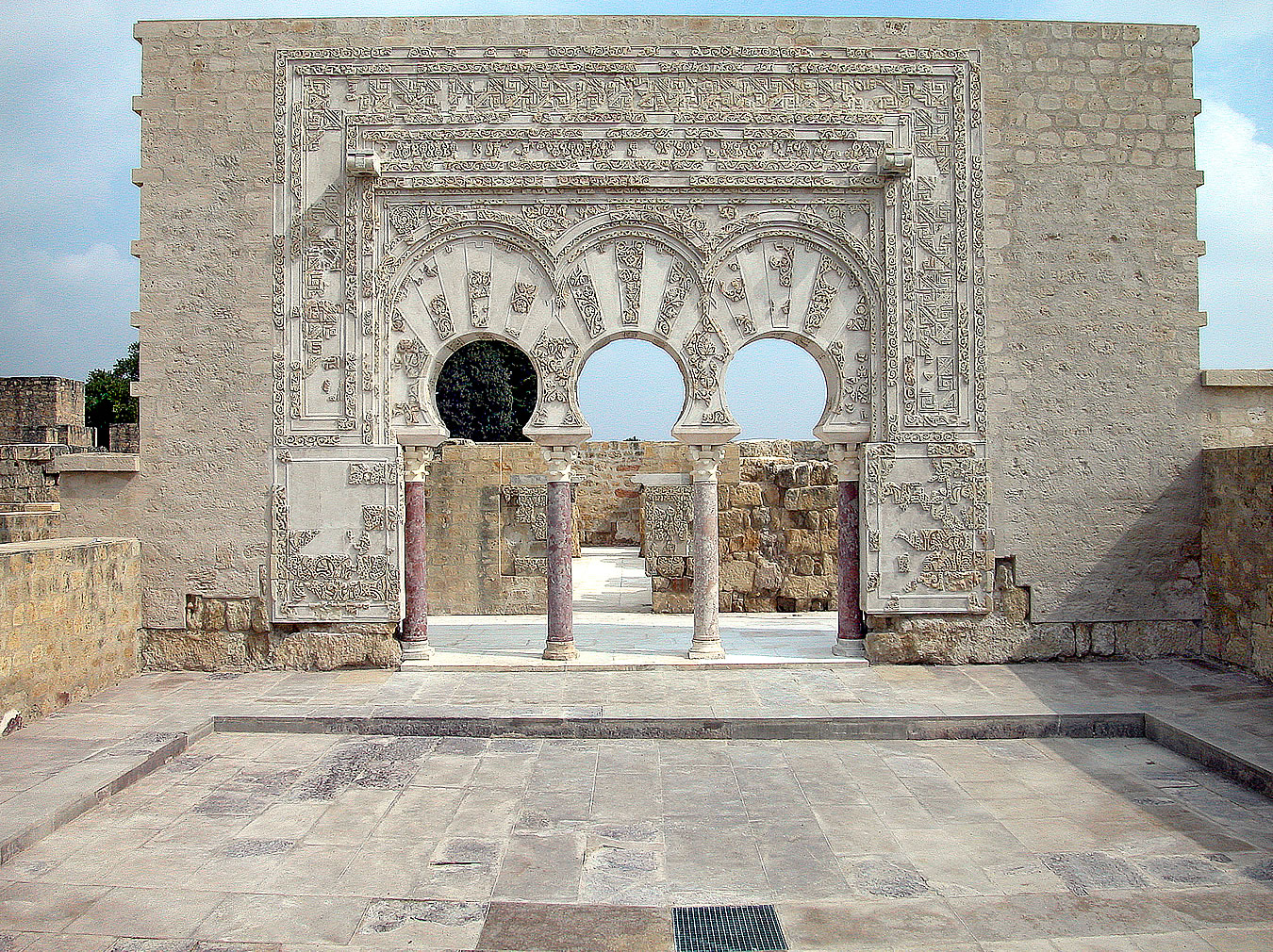
Дом Джафара

Дом Джафара получил своё название в честь Джафара ибн Абд аль-Рахмана (Ya´far ibn Abd al-Rahmán), назначенного в 961 году хаджибом (премьер-министр, с араб. حاجب‎ ḥāŷib). Несмотря на название, все ещё нет уверенности в том, что этот человек проживал именно здесь, все утверждения основываются лишь на интуиции и исследованиях специалистов. Структура здания включает три сектора, организованные вокруг соответствующих им двориков, причем все три разного характера: общественный, личный и служебный. Официальный сектор включает одно похожее на базилику здание, которое состоит из трех продольных нефов, соединенных между собой посредством дверей, увенчанных подковообразными арками, и одного поперечного нефа, выходящего во двор, где цепочка продольных нефов прерывается фасадом, с целью приспособить его к пространству, созданному вследствие постройки прилегающей бани. Фасад представлен тройной аркадой, опирающейся на колонны. Что касается отделки здания, то пол был вымощен массивными плитами белого мрамора, за исключением дворика, где использовался лиловатый известняк. Кроме того, обращает на себя внимание отделка фасада при помощи арабесок из растительных и геометрических элементов, которая также присутствует в проемах, соединяющих поперечный и центральный нефы, как на передних их частях, так и на косяках.

### Королевский Дом

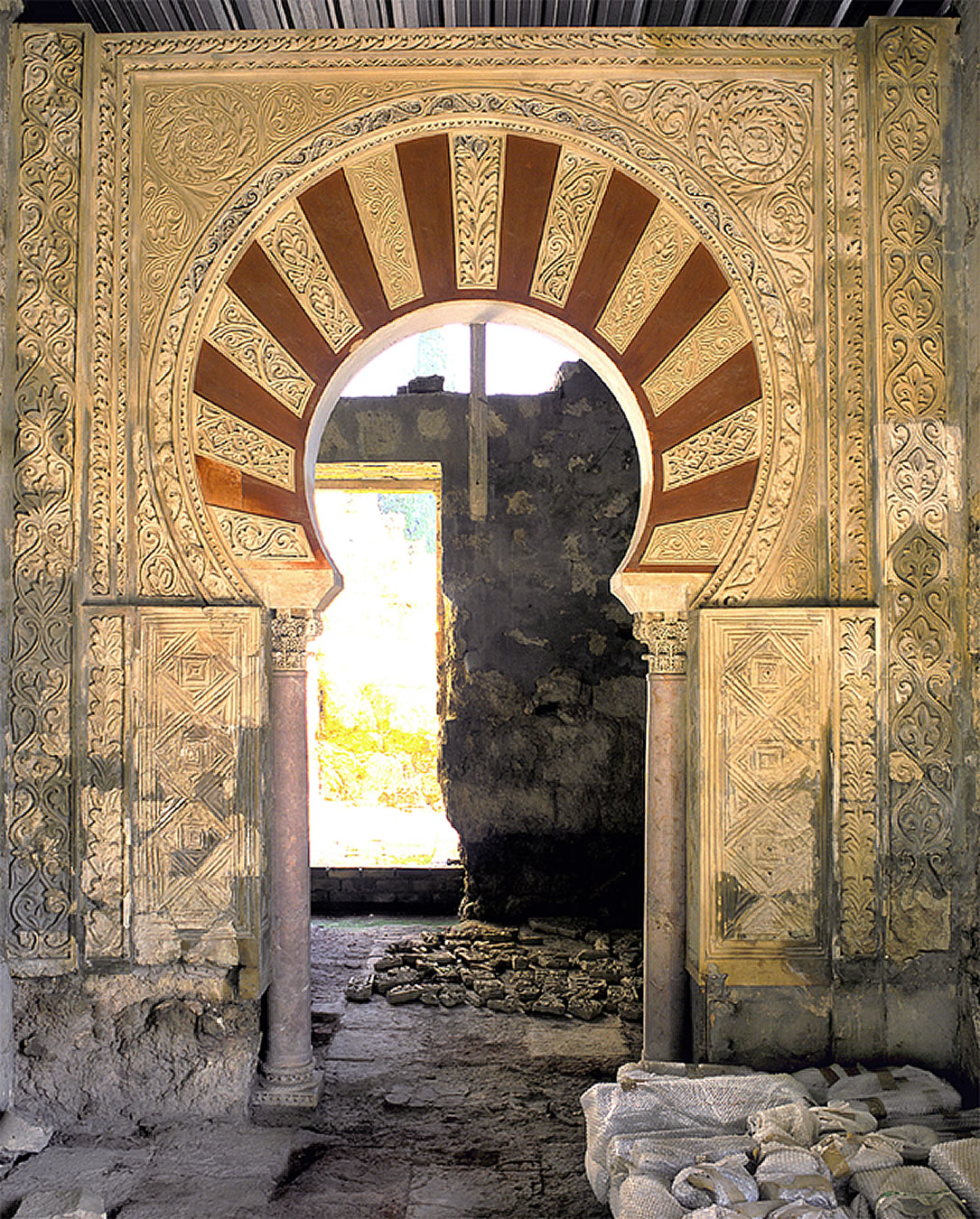
Королевский Дом

Королевский Дом располагается в самой высокой точке Алькасара и представляет собой личную резиденцию халифа Абд аль-Рахмана III. Дом был построен на вырезанной в скале платформе, на которой располагались передняя терраса и три растягивавшихся в ширину анфилады комнат, завершавшихся с обеих сторон спальнями и полностью отделанных арабесками. Королевский Дом не примыкал к горному массиву верхней платформы, их разделял длинный служебный коридор, проходивший через весь комплекс. Как фасады главных комнат, так и внутренние порталы были украшены арабесками, вырезанными на каменных плитах, которые крепились к стенам. Богатство отделки распространяется также и на кирпичное покрытие пола различных комнат. Некоторые из них гладкие, тогда как многие другие прошли декоративную обработку путём инкрустации белого известняка в виде геометрических узоров.

### Дорожная сеть
После и вследствие основания Медина Асаара была проведена серия шагов, благодаря которым новый город был обеспечен собственной и независимой дорожной сетью. Она сосредоточена на западе от Кордовы и в её состав входят:
- Прямой путь между Кордовой и Медина Асаара (Камино-де-лас-Альмуниас), который, в свою очередь, соединяет дворцовый город с дорогой на Севилью на северном берегу Гвадалквивира, а также с дорогами, уходящими от городских ворот на юг, восток и запад.
- Прямая и независимая связь между Медина Асаара и дорогой Кордова-Бадахос посредством Камино-де-Медиа-Ладера.
- Связь Медина Асаара с важнейшими восточными путями (Мерида, Толедо и Сарагоса) в обход Кордовы: Камино-де-Лос-Ногалес — Карриль-де-Лос-Торос.
- Вторичная дорога, соединявшая Медина Асаара с главными земледельческими зонами на западе (Аламирилья): Западная Дорога.

## Произведения искусства
Медина Асаара — это не только архитектура, во времена расцвета города здесь располагалась изысканная коллекция произведений искусства в виде предметов небольшого размера. В настоящее время большая их часть разбросана по коллекциям и музеям всего мира, благодаря красоте и причудливости они являются объектом страстного желания коллекционеров. Ниже представлены описания нескольких, наиболее выдающихся предметов декоративно-прикладного искусства халифатского города.

### Олениха из Медина Асаара

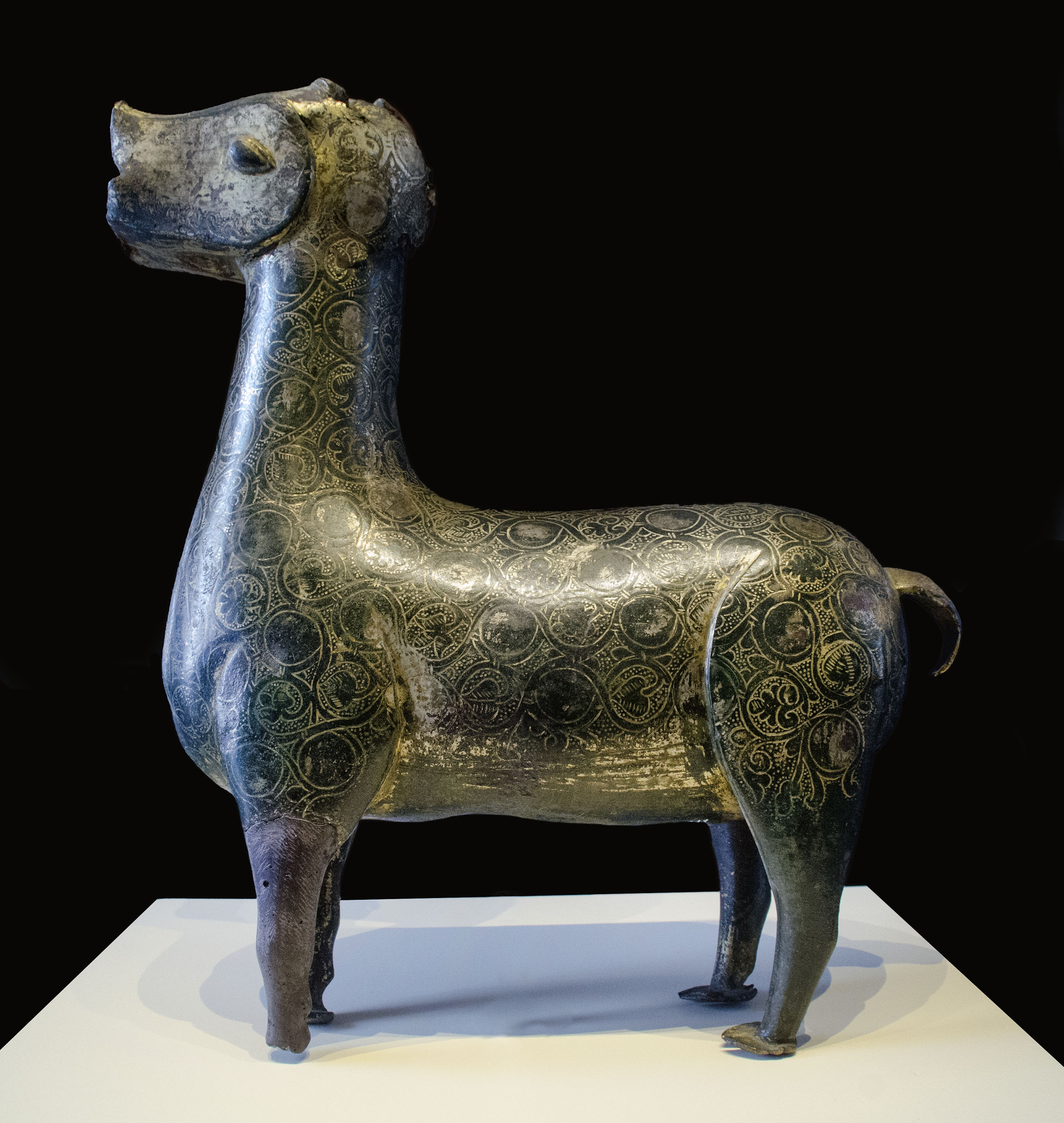
Олениха из Медина Асаара

Олениха из Медина Асаара — небольшая бронзовая скульптура, служившая в качестве водяной форсунки в одном из многочисленных фонтанов дворцового города, — единогласно считается шедевром испано-мусульманской скульптуры периода Омейядов. Что касается хронологии, специалисты обычно датируют статуэтку последними десятилетиями 10 — первыми годами 11 века, установить более точную дату на данный момент не удается. Существуют три очень похожих реплики скульптуры, одна находится в национальном археологическом музее Мадрида, вторая в туристическом центре Медина Асаара, а последняя — в национальном музее Катара, она была куплена за 4 миллиона долларов одним арабским шейхом на международном аукционе в 1997 году.

### Зооморфная керамика Медина Асаара

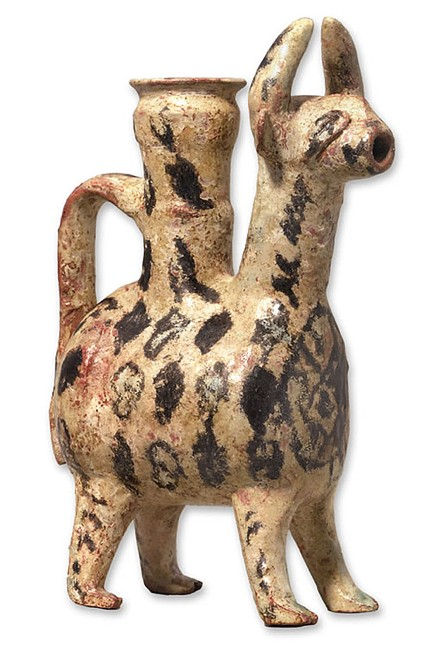
Зооморфная керамика

Этот любопытный предмет, который согласно исследователям являлся частью праздничного сервиза в одном из дворцовых сооружений города Медина Асаара, был приобретен за 220 000 евро испанским государством от имени Хунты Андалусии в апреле 2003 г. на одном из Лондонских аукционов. Исходя из морфологических характеристик предмета эксперты предполагают, что, возможно, он представляет собой жирафа. Что же касается его использования, считается, что он мог служить вместителем какой-либо жидкости. Отделка представлена белой глазурью с небольшими фрагментами зелёной и марганцевой. Относительно хронологии, почти все эксперты датируют его серединой 10 века.

### Луврский Кувшин
Речь идет о зооморфном предмете, который предположительно был вывезен из Испании в результате разграбления французами во время войны за независимость. Сейчас это один из самых знаменитых экспонатов, выставленных в залах исламских древностей в парижском Лувре. Он представляет собой кувшин, в котором вне всяких сомнений угадывается фигура королевского павлина. Что касается использования, как предполагает его название, это был сосуд для хранения воды для последующего мытья рук. Любопытно, что на поверхности кувшина находится двуязычная надпись (на арабском и латинском), указывающая имя художника и дату изготовления, благодаря которой мы можем без проблем датировать предмет 972 годом.

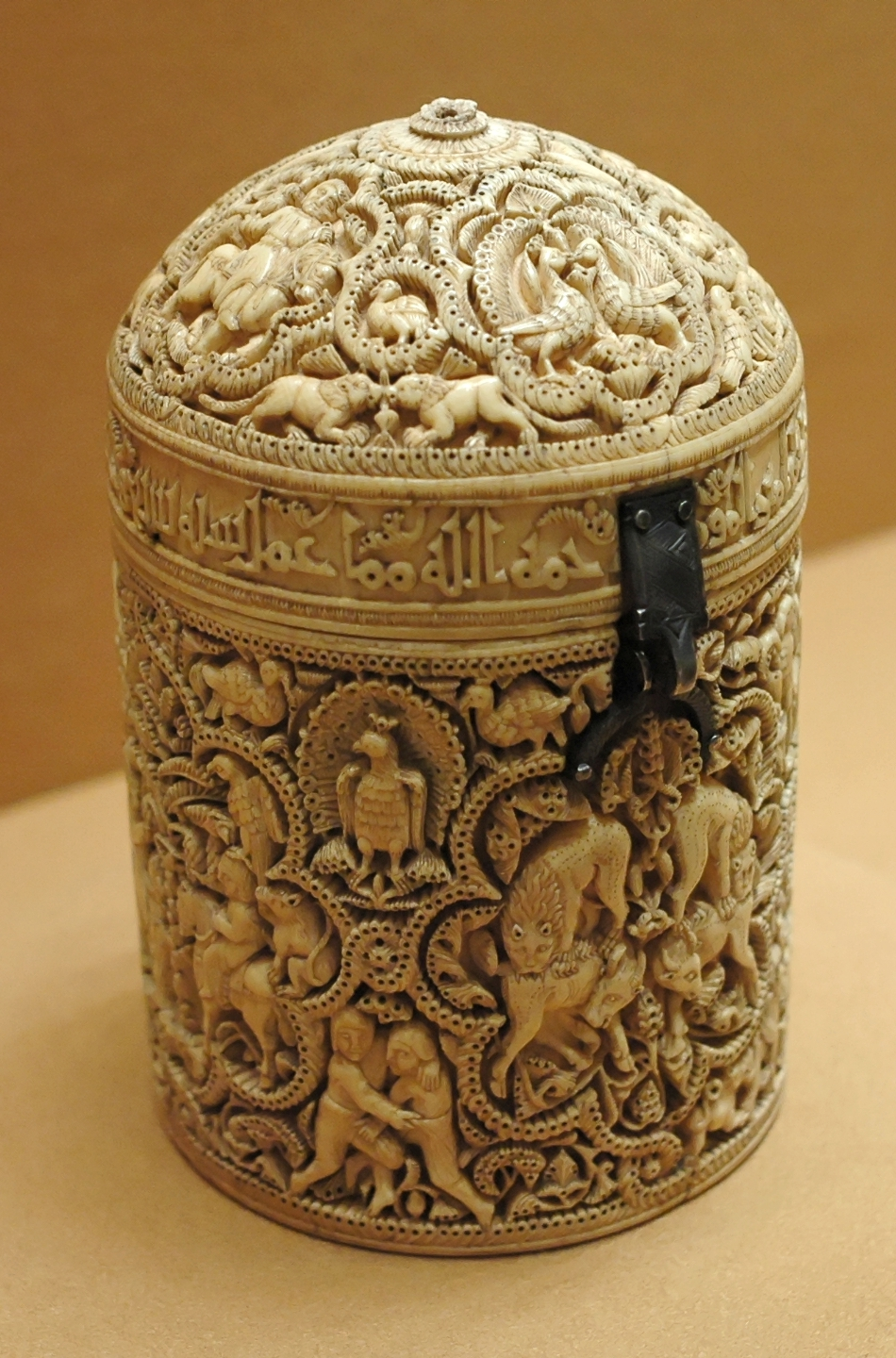
Шкатулка принца Альмогира

Среди других важных предметов была также найдена шкатулка из слоновой кости с надписями, названная «шкатулкой принца Альмогира» (Píxide de Al-Mughira), которая хранится в Лувре.

## История раскопок
До повторного открытия Медина Асаара — повторного, так как Медина Асаара (испанский термин) всегда был там в течение последней 1000 лет, — горный склон, на котором он расположен, был известен как Старая Кордова. В Средние Века считалось, что именно там претором Марком Клавдием Марцеллом была воздвигнута первая римская Кордова, построенная очень быстро и на временной основе и затем перенесенная на берега Гвадалквивира как более благотворное для здоровья место. Причиной такого первоначального мнения об основании Кордовы послужило огромное количество развалин архитектурных сооружений, разбросанных в окрестностях горного склона.
Предположительно начиная с 16 в., в разгар эпохи Возрождения, гуманисты начали спорить об истинном происхождении так называемой «старой Кордовы». Однако только в 17 веке Педро Диас де Ривас установил, что в тогдашней Кордове обнаруживалось слишком много римских руин, когда дело доходило до раскопок в каком-либо месте, что свидетельствовало о латинском происхождении города. Следовательно, то, что в действительности располагалось под так называемой «старой Кордовой», было не римским городом, а мавританским замком Абд ар-Рахмана III. Вопреки этому здравому рассуждению споры были закрыты.
И только в начале 20 века, а именно в 1911 г., во время правления Альфонсо XIII, начались первые официальные раскопки, развеяв любые сомнения, если таковые ещё существовали, относительно того, что именно лежало под этой землей. Начиная с этого момента и вплоть до продолжительного перерыва из-за гражданской войны раскопки велись на регулярной основе. Работы начались с тех точек, где руины проглядывались лучше всего, именно они считались центральной осью халифатского комплекса. С этого момента и вплоть до смерти в 1923 г. архитектора, ответственного за раскопки, производилось последовательное обследование путём раскопок по параллельным линиям с севера на юг с целью определить границы городского периметра. Эта амбициозная цель так и не была достигнута. Начиная с 1944 г., после окончания войны, археологические кампании были возобновлены после нескольких лет перерыва. Среди них выделяются раскопки, осуществленные архитектором Феликсом Эрнандесем, который откопал центральную часть крепости площадью около 10,5 гектаров, определив таким образом базовые черты устройства дворца, а также осуществил важные реставрации, например, в Богатом Зале (он же — зал Абд ар-Рахмана III). В 1985 г., через несколько лет после создания автономных сообществ, управление комплексом переходит в руки Хунты Андалусии, организации, которая начиная с этого момента брала на себя задачу продолжения работ по раскопкам и восстановлению.
К настоящему моменту раскопано лишь 10 % общей площади внутри городских стен, которые соответствуют центральному ядру крепости, хотя недавние работы, реализованные в течение последних лет, впервые сконцентрированы на областях, не имеющих отношения к дворцовому комплексу. В частности, новые археологические кампании, запущенные в апреле 2007 г., привели к открытиям, заставившим пересмотреть размеры комплекса, в особенности говоря о южной части городских стен, где обнаруживаются самые важные находки последних десятилетий. Таким образом, кампания за кампанией, новая структура и представления о городе мало-помалу меняются. В ноябре 2007 г. было совершено исключительное открытие: мечеть, расположенная на расстоянии более километра от благородной части города. Чуть позднее обнаружилась впечатляющая исламская дорога, единственная в своем роде в Испании, а также фундаменты зданий, предположительно формировавших жилые районы для простых людей, рядом с которыми было найдено бесчисленное множество обломков керамических изделий повседневного использования. Также производятся попытки выяснить, с максимально возможной скрупулезностью, истинные границы города. Они угадываются интуитивно, но специалисты намерены определить их окончательно посредством этих исследований.

## Ставка на ценность
В последние годы Медина Асаара подвергается интенсивным реставрационным работам, целью которых, несмотря на серьезные потери в материалах, понесенные за время разграбления в Средние Века, является вернуть утраченное великолепие, поражавшее гостей города во времена, когда Медина Асаара был одним из самых важнейших государственных центров мира.

### Реставрационные кампании 2001—2004 гг.
Среди самых выдающихся реставрационных работ в глаза бросаются изменения, произведенные в так называемой зоне алькасара (крепости). Дом Джафара, где, как считается, жил премьер-министр халифа, был подвержен наиболее полной и успешной реставрации из всех, реализованных на территории комплекса. Определение границ жилища было завершено после исчерпывающего исследования мрамора, когда было восстановлено более 200 плит, покрывавших пол, настенные росписи, бассейн и, кроме того, монументальный фасад. Также были проведены работы в так называемом Доме с Водоемом, где, предположительно, располагалась резиденция наследного принца. Перед лицом будущей реставрации здесь было проведено тщательное исследование бани.

### Богатый Зал
Богатый Зал вновь засияет в своем лучшем виде после интенсивной реставрации, которая предполагает вернуть помещению все великолепие его прошлого. С одной стороны, планируется разместить все мраморные панели (atauriques), которые сейчас разбросаны по полу, вернуть их на изначальные места. В тех случаях, когда это окажется невозможным, предполагается заменить их новыми фрагментами, которые будут идеально соединяться с оригинальными. Что касается пола, который сейчас сделан из цемента, то он будет заменен на мраморное покрытие, как это было во времена Абд ар-Рахмана III. В самом деле, мрамор будет извлечен из португальских карьеров в Эштремош, откуда и прибыло оригинальное покрытие пола уже более 1000 лет назад.
Также будет восстановлен пруд, расположенный перед залом. Таким образом, по окончании реставрационных работ будет воссоздан первый гидравлический комплекс Медина Асаара, городу будет возвращен столь характерный для Андалусии водоем.

### Музей
9 октября 2009 г. королева София открыла Музей Медина Асаара, предназначенный обеспечить комплекс сервисами, соответствующими его историко-художественному значению. Современная инфраструктура, управляемая министерством культуры и спорта Хунты Андалусии, располагается в непосредственной близости от комплекса и состоит из трехэтажного здания, два из которых находятся под землей. Центр располагает более, чем 7 тыс. м². парковки и озелененной областью; внутреннее же пространство используется для таких различных целей, как прием посетителей, реставрация археологических остатков, конференц-зал, помещения для хранения археологических находок, офисы для историко-художественных исследований, студенческая библиотека, кафе, магазин с книгами о комплексе и мусульманском искусстве, выставочная зона, где демонстрируются самые впечатляющие находки. В 2010 г. музей Медина Асаара был награждён Премией Ага-хана по Архитектуре, престижной международной наградой, которой удостаиваются крупнейшие архитектурные, урбанистические или ландшафтные проекты, имеющие отношение к мусульманскому миру. Музей был спроектирован архитекторами Фуэнсанта Ньето и Энрике Собехано.
В мае 2012 г. Европейским музейным форумом ему была присуждена премия «Европейский музей года». Эта награда присваивается каждый год новым музеям, которые добились успехов и инноваций в музейной сфере. Награждённый музей в течение года хранит статую Генри Мура «Яйцо», которая символизирует премию.